# Manuel Romain
Manuel Romain (* 28. dubna 1988 Briançon) je bývalý francouzský reprezentant ve sportovním lezení a mistr Francie v lezení na obtížnost, na mistrovství Evropy získal bronzovou medaili.

## Výkony a ocenění
- 2011: nominace na mezinárodní prestižní závody Rock Master v italském Arcu
- nominace na světové hry 2013 v kolumbijském Cali kde skončil desátý

### Závodní výsledky
| Světové hry | Světové hry |
| Rok         | 2013        |
| ----------- | ----------- |
| Obtížnost   | 10          |

| Arco Rock Master | Arco Rock Master |
| Rok              | 2011             |
| ---------------- | ---------------- |
| Duel             | 4                |

| Mistrovství světa | Mistrovství světa | Mistrovství světa | Mistrovství světa | Mistrovství světa | Mistrovství světa |
| Rok               | 2007              | 2009              | 2011              | 2012              | 2014              |
| ----------------- | ----------------- | ----------------- | ----------------- | ----------------- | ----------------- |
| Obtížnost         | 41-42             | 9-10              | 5                 | 10-11             | 9                 |

| Světový pohár | Světový pohár | Světový pohár | Světový pohár | Světový pohár | Světový pohár | Světový pohár | Světový pohár | Světový pohár | Světový pohár |
| Rok           | 2006          | 2007          | 2008          | 2009          | 2010          | 2011          | 2012          | 2013          | 2014          |
| ------------- | ------------- | ------------- | ------------- | ------------- | ------------- | ------------- | ------------- | ------------- | ------------- |
| Obtížnost     |               |               |               |               |               |               |               |               |               |
| jednotlivě*   | ,26,16,       |               |               |               |               |               |               |               | ,15,7,12,16,  |

* poznámka: nalevo jsou poslední závody v roce
| Mistrovství Evropy | Mistrovství Evropy | Mistrovství Evropy | Mistrovství Evropy |
| Rok                | 2008               | 2010               | 2013               |
| ------------------ | ------------------ | ------------------ | ------------------ |
| Obtížnost          | 3                  | 8                  | 4                  |

| Mistrovství Francie | Mistrovství Francie | Mistrovství Francie | Mistrovství Francie | Mistrovství Francie | Mistrovství Francie | Mistrovství Francie |
| Rok                 | 2009                | 2010                | 2011                | 2012                | 2013                | 2014                |
| ------------------- | ------------------- | ------------------- | ------------------- | ------------------- | ------------------- | ------------------- |
| Obtížnost           | 2                   | 1                   | 2                   | 2                   | 3                   | 3                   |

| Mistrovství světa juniorů | Mistrovství světa juniorů | Mistrovství světa juniorů | Mistrovství světa juniorů |
| Rok                       | 2005 kat. A               | 2006 junioři              | 2007 junioři              |
| ------------------------- | ------------------------- | ------------------------- | ------------------------- |
| Obtížnost                 | 6                         | 4                         | 4-5                       |
| Rychlost                  | —                         | 12                        | —                         |